# Alberto di Aquisgrana
Alberto di Aquisgrana (in latino Albericus o Albertus Aquensis; fine dell’XI secolo – post 1120) fu un cronachista della Prima Crociata.
Era canonico e custode della chiesa di Aquisgrana.

## Biografia
Non si conosce altro della sua vita, tranne che fu l'autore della Historia Hierosolymitanae expeditionis, chiamata anche Chronicon Hierosolymitanum de bello sacro o Liber Christianae expeditionis pro ereptione, emundatione, restitutione sanctae Hierosolymitanae ecclesia. 
Un'opera in latino, costituita da dodici libri, scritta tra il 1125 ed il 1150, che inizia con l'Appello di Clermont, racconta le fortune della prima crociata e l'inizio della storia del regno di Gerusalemme e termina piuttosto bruscamente nel 1121.
Era ben conosciuta durante il Medioevo, e fu largamente usata da Guglielmo, arcivescovo di Tiro, per i primi sei libri della sua Belli sacri historia. 
In epoca moderna è stata accettata senza riserve per molti anni dalla maggior parte degli storici, incluso Edward Gibbon. 
Più recentemente, il suo valore storico è stato impugnato seriamente, ma il verdetto dei maggiori accademici sembra essere che in generale esso costituisce una registrazione veritiera degli eventi della prima crociata, sebbene contenga qualche materiale leggendario.
Alberto non visitò mai la Terra santa, ma sembra aver avuto una considerevole quantità di colloqui con i crociati di ritorno dalla Terra Santa, ed aver avuto accesso ad una notevole corrispondenza.

## Edizioni dellaHistoria Ierosolimitana
La prima edizione della cronaca fu pubblicata ad Helmstedt nel 1584; 
una buona edizione è in Recueil des historiens des croisades, tomo IV, Parigi 1879;
- (DE) Albert of Aachen, Geschichte des ersten Kreuzzugs, traduzione e introduzione di Herman Hefele, 2 voll., Jena, Diederichs, 1923.
- (LA, EN) Albert of Aachen, Historia Ierosolimitana, in Susan B. Edgington (a cura di), Oxford Medieval Texts, traduzione di Susan B. Edgington, Oxford, Clarendon, 2007.
- Albericus Aquensis, Historia Hierosolymitanae Expeditionis (1095-1125) in Documenta Catholica Omnia (PDF; 6 kB)